# Strobilanthes feddei
Strobilanthes feddei är en akantusväxtart som beskrevs av Hector Léveillé.
Strobilanthes feddei ingår i släktet Strobilanthes och familjen akantusväxter. Inga underarter finns listade i Catalogue of Life.